# Marcelo Ramón Domínguez
Marcelo Ramón Domínguez (Buenos Aires; 15 de mayo de 1952) es un abogado y político argentino que desde diciembre de 2022 se desempeña como ministro de seguridad y justicia de la Provincia de Salta durante el gobierno de Gustavo Sáenz.

## Biografía
Nació el 15 de mayo del año 1952. Estudió abogacía y empezó una carrera prolífica dentro del poder judicial de la provincia de Salta en el año 1976.
Fue Juez de la Cámara de Apelaciones en lo Civil y Comercial. Juez de Primera Instancia en lo Civil y Comercial. Secretario de la Corte de Justicia de la Provincia de Salta. Secretario del Juzgado de Primera Instancia en lo Civil y Comercial. Profesor de la Escuela de la Magistratura del Poder Judicial y de la Escuela del Ministerio Público de la Provincia de Salta. Vocal del Tribunal Electoral de Salta. Integrante del Tribunal Examinador de Aspirantes a Martilleros y del Tribunal Examinador de postulantes a cubrir cargos de Secretarios y Prosecretarios, de primera y segunda instancia, de los fueros civil y comercial, personas y familia, concursos, procesos ejecutivos, minas, laboral y contencioso–administrativo. Director del Departamento de Estudios e Investigaciones para la Modernización del Sistema Judicial de la Escuela de la Magistratura. Participó en congresos de la Unión Internacional de Abogados representando a la Universidad Católica de Salta y a la Universidad Nacional de Salta.
Es profesor titular, regular interino de la Facultad de Ciencias Económicas, Jurídicas y Sociales de la Universidad Nacional de Salta y  miembro de Consejo Directivo de la facultad mencionada. En la Universidad Católica de Salta es docente titular en la Facultad de Ciencias Jurídicas.
Es Miembro de la Asociación Argentina de Derecho Constitucional. Expositor y disertante en diversos seminarios y capacitaciones en el ámbito judicial.
En 1992 es designado a través del decreto 1200/1992 Juez de la Cámara de Apelaciones en lo Civil y Comercial, cargo que ejerció durante treinta años. Entre sus fallos más conocidos se encuentra el que hizo lugar a una demanda de amparo y ordenó al Instituto Provincial de Salud de Salta que continúe brindando la cobertura médica integral y total de las prestaciones requeridas por un anciano.
Cuando se discutía públicamente la oscuridad que había en relación con los sueldos de los jueces de la provincia de Salta, Domínguez fue el único juez que publicó sus recibos de sueldo, lo que le valió el agradecimiento de portales como Salta Transparente cuyo objetivo justamente era trabajar por la transparencia en la función pública.
En el año 2022, el gobernador Gustavo Sáenz lo convoca para ser el nuevo ministro de seguridad y justicia tras la salida definitiva del exjuez de la corte, Abel Cornejo, en su intento por llegar a la intendencia capitalina. Domínguez, primeramente se reunió públicamente con el gobernador, acordando su llegada y finalmente juró como tal el 12 de diciembre de 2022.